# Michael Bielz
Michael Bielz korabeli magyaros nevén Bielz Mihály (Berethalom, 1787. május 10. – Nagyszeben, 1866. október 27.) erdélyi szász természettudós, az első erdélyi kőnyomó-intézet alapítója. Zoológiai szakmunkákban nevének rövidítése: „M. Bielz”.

## Élete
Iskoláit a medgyesi és nagyszebeni ágostai evangélikus gimnáziumban és a kolozsvári református gimnáziumban végezte, majd a papi pályának szentelte magát és 1811-ben a berethalmi ágostai evangélikus község tanítója lett, ahol egyúttal az erdélyi szuperintendens titkára volt. 1814. október 2-án az újfalusi (Felső-Fehér vármegye) község lelkészévé választotta. Mivel azonban kedvelte rajzolást és festést, és ösztönözte a Senefelder által föltalált kőnyomás, Nagyszebenbe költözött és ott 1822-ben megalapította az első kőnyomóintézetet. Élete hátralevő életében ennek és a természettudományoknak élt. Ő alapította, többek társaságában, 1848-ban az erdélyi természettudósok társaságát, melynek vezetője és elnöke lett. 1845-ben a jászvásári orvostársaság, 1852-ben a frauendorfi kertészeti társulat, 1861-ben a drezdai Isis természettudományi társaság választották tagjukká.
Fia Eduard Albert Bielz szintén neves természettudós volt.

## Művei
- Anleitung zum Gebrauche beweglicher Buchstaben. Hermannstadt, 1824.
- Elementarformenlehre, Beiträge zur Begründung des Unterrichts im Schreiben und Lesen. Uo. 1840.

### Értekezései és cikkei
Gegen «Boués Gemälde von Deutschland und den angrenzenden Ländern mit Einschluss Siebenbürgens.» (Jahrbuch für Mineralogie etc. von C. Leonhard und Bronn. Stuttgart, 1832.), Beiträge zur geologisch-geognostischen Kenntniss von Siebenbürgen (Transsilvania I. 1833.), Zur Industrie (Uo. II. 1833.), Beitrag zur Gebirgskunde Siebenbürgens. (Uo.), Über des Vorkommen des Karpathen-Sandsteines in Siebenbürgen (Jahrbuch für Mineralogie und Petrefaktenkunde von K. L. Leonhard u. H. G. Bronn. Stuttgart, 1834.), Versuch einer Naturbeschreibung von Siebenbürgen (Transsilvania 1840. 4. sz.), Über die in Siebenbürgen vorkommenden Land- und Süss-Wasser-Mollusken (Uo. 1847.), Verzeichniss der Land- und Süsswasser-Mollusken Siebenbürgens (Verh. u. Mitth. d. Sieb. V. für Naturw. II. 1851).